# Axel Buether
Axel Buether (* 1967 in Weimar) ist ein deutscher Medienwissenschaftler, Wahrnehmungspsychologe und Architekt mit den Forschungsschwerpunkten Farbe, Licht und Raum. Er ist Professor für Didaktik der visuellen Kommunikation an der Bergischen Universität Wuppertal. Seine Schwerpunkte sind Raumtheorie, Kreatives Entwerfen, Designtheorie und Designdidaktik.

## Leben
Nach einer Ausbildung zum Steinmetz sowie beruflicher Praxis als Restaurator und freier Steinbildhauer studierte er Architektur an der TU Berlin, der UdK Berlin und Architectural Association London. Axel Buether erwarb ein Diplom in der Architektur und realisierte danach zahlreiche Projekte in den Bereichen Raumszenografie und Medienkunst wie den Bertelsmann-Pavilion auf der EXPO 2000. Anschließend promovierte er im Grenzbereich von Wahrnehmungspsychologie und Architekturtheorie an der Universität Stuttgart mit der Arbeit Semiotik des Anschauungsraums.
Nach einer wissenschaftlichen Assistenz 1999–2005 im Lehrgebiet „Entwerfen Wohn- und Sozialbauten“ an der Universität Cottbus wurde er 2006 auf die Professur „Farbe Licht Raum“ an die Burg Giebichenstein Kunsthochschule Halle berufen.
Seit 2007 hat er den Vorsitz im Vorstand des „Deutschen Farbenzentrums e. V. – Zentralinstitut für Farbe in Wissenschaft und Gestaltung“ inne.
2012 erfolgte der Ruf auf die Professur „Wahrnehmungspsychologie und Kreativität“ in der Fakultät Medien, Information, Design der Hochschule Hannover. 2013 erfolgte der Ruf auf die Professur „Gestaltung und Gestaltungstheorie“ in der Fakultät Bildung, Architektur, Künste der Universität Siegen. 2012 erfolgte der Ruf auf die Universitätsprofessur „Didaktik der visuellen Kommunikation“ an die Bergische Universität Wuppertal, wo er aktuell in Lehre und Forschung der Fakultät Design und Kunst aktiv ist.
Buether erstellt populärwissenschaftliche Vorträge, Publikationen, Konferenzen und Rundfunkbeiträge.

## Veröffentlichungen (Auswahl)
- Die Wirkung der Farbe Grau auf unser Erleben und Verhalten. In: Hauptsache Grau. Verlag Form und Zweck Berlin 2013
- Raumdenken und Gehirn. In: Fullspace-Projektion: Mit dem 360°lab zum Holodeck. Springer Berlin 2013
- Farbe als Gedächtnissspur. In: Stadtfarben. Societäts-Verlag Frankfurt am Main 2013
- Systematische Intelligenz- und Kompetenzförderung im gestalterischen Berufsfeld mit Fokus auf den Berufen des Mediendesigns und der Medientechnik. In: bwp@ Spezial 6 – Hochschultage Berufliche Bildung 2013
- Wege zur kreativen Gestaltung. Methoden und Übungen. E.A. Seemann Verlag Leipzig 2013
- Visuelle Kommunikation im Raum. In: Architektur Ganztags. Spielräume für baukulturelle Bildung. kopad München 2014
- Farbe. Entwurfsgrundlagen Planungsstrategien Visuelle Kommunikation. Institut f. intern. Architektur-Dokumentation München 2014
- Baukultur ist… materielle Substanz und immaterieller Ausdruck des menschlichen Seins. In: Kolumne Magazin Baukultur. Bundesstiftung Baukultur Potsdam 2015
- Farbe multidisziplinär. In: Biospektrum – Magazin für Biowissenschaften 5/2015. Springer Spektrum Berlin 2015
- Von der Raumwahrnehmung zur Raumgestaltung. In: AIT – Architektur Innenarchitektur Technischer Ausbau. Magazin 9/2015. Verlagsanstalt Alexander Koch Leinfelden-E. 2015
- Warum wir Räume schön finden. In: Betonprisma 99/2015 Magazin Wahrnehmung. Informationszentrum Beton Erkrath 2015
- Farbe, Licht und Atmosphäre. In: luxlumina Architektur & Lichtdesign Magazin 15/2016, luxlumina Verlag Lachen (SZ) 2016
- Kunst als Dialogprozess. In: Aktuelle Positionen der Kunstdidaktik. kopaed München 2016
- Die Sprache der Farben. In: luxlumina Architektur & Lichtdesign Magazin 16/2016, luxlumina Verlag Lachen (SZ) 2016
- Anwendung von Farbsystemen in der Architektur – Nutzen und Grenzen. In: DETAIL 12/2016 – Farbe, Material, Oberfläche. DETAIL Business Information München 2016
- Farbpsychologie und Farbmarketing. In: luxlumina Architektur & Lichtdesign Magazin 18/2017, luxlumina Verlag Lachen (SZ) 2017
- Atmosphärische Wirkungen der Farben. In: Faces of Interior. Magazin 1/2017. Verlagsanstalt Alexander Koch Leinfelden-E. 2017
- Design. In: Lexikon der Kunstpädagogik. Athena Verlag Oberhausen 2017
- Die Sprache des Raums. In: Architektur wahrnehmen. transcript Bielefeld 2017
- Kreativität lehren und lernen. In: Kreativität im kunstpädagogischen Diskurs: Beiträge aus Theorie. Praxis und Empirie. Kopaed München 2018
- Didaktik des Lernfilms – Lehren und Lernen durch audiovisuelle Medien, in: Bewegte Welt // bewegte Bilder, Hg. Friederike Rückert, kopaed 2018
- Gestaltung der Digitalisierung – Gestaltung Öffentlicher Interessen im digitalen Wandel vernetzter Gesellschaften, in: Was ist Public Interest Design?, transcript Verlag 2018
- Die geheimnisvolle Macht der Farben. Wie sie unser Verhalten und Empfinden beeinflussen. Droemer, München 2020